# مأموریت کمک مرزی اتحادیه اروپا در گذرگاه رفح
هیئت اعزامی کمک مرزی اتحادیه اروپا به گذرگاه رفح (به انگلیسی: European Union Border Assistance Mission at the Rafah Crossing Point (EU BAM Rafah)) دومین مأموریت غیرنظامی اتحادیه اروپا در مدیریت بحران، در سرزمین‌های فلسطینی برای نوار غزه بود.
این مأموریت، در ۲۴ نوامبر ۲۰۰۵ برای نظارت بر عملیات در گذرگاه مرزی رفح بین نوار غزه و مصر و بخشی از توافقنامه حرکت و دسترسی بین اسرائیل و تشکیلات خودگردان فلسطین، آغاز شد. استقرار اولیه با ۷۰ پرسنل از جمله یک تیم امنیتی ویژه آغاز شد.
در ۱۳ ژوئن ۲۰۰۷، پس از تسلط حماس در نوار غزه، رئیس این هیئت اتحادیه اروپا، تعلیق موقت عملیات در این گذرگاه را اعلام کرد زیرا تشکیلات خودگردان فلسطین نمی‌توانست امنیت ناظران اتحادیه اروپا را تأمین کند. در طول ۱۹ ماه زمانی که ناظران اتحادیه اروپا در ترمینال حضور داشتند (یعنی از پایان نوامبر ۲۰۰۵ تا ژوئن ۲۰۰۷)، در مجموع نزدیک به ۴۵۰٫۰۰۰ نفر از این گذرگاه استفاده کردند که به‌طور متوسط حدود ۱٫۵۰۰ نفر در روز بود. از سال ۲۰۰۷، اتحادیه اروپا سیاست عدم تماس با حماس را داشته‌است.

## پیشینه سیاسی
گذرگاه مرزی رفح برای اقتصاد غزه و دوام هر کشور مستقل فلسطینی در آینده بسیار مهم است، زیرا تنها گذرگاه مرزی نوار غزه با کشوری غیر از اسرائیل است. علاوه بر این، پس از خروج نیروهای دفاعی اسرائیل از نوار غزه و پس از آن بسته شدن گذرگاه رفح، روابط تجاری با همسایه مصر متوقف شد. با توجه به نگرانی‌های مربوط به امنیت اسرائیل در مورد واگذاری کنترل رفح به تشکیلات خودگردان فلسطین (انتقال سلاح‌های احتمالی و بازگشت بدون ممانعت رهبران افراطی تبعیدی و تروریست‌ها)، هدف اعلام شده اتحادیه اروپا بام رفح ارائه حضور شخص ثالث در رفح به منظور در همکاری با تلاش‌های نهادسازی کمیسیون اروپا، به گشایش گذرگاه رفح و ایجاد اعتماد بین دولت اسرائیل و تشکیلات خودگردان فلسطین کمک می‌کند.
علاوه بر این، هدف سیاسی گسترده‌تر حمایت از طرح صلح نقشه راه از طریق اعتمادسازی و افزایش ظرفیت فلسطین در همه جنبه‌های کنترل مرزی است. مدیریت مؤثر مرزها، جابجایی کالاها و افراد را به داخل و خارج نوار غزه را تسهیل می‌کند، در نتیجه شرایط زندگی فلسطینی‌ها را بهبود می‌بخشد و چشم‌انداز دوام یک کشور فرضی فلسطینی را افزایش می‌دهد و در عین حال به امنیت اسرائیل هم کمک می‌کند.

## سازمان
هیئت معاونت مرزی اتحادیه اروپا یک هیئت غیرنظامی و غیرمسلح است که عمدتاً از پلیس، پلیس مرزی و افسران گمرک تشکیل شده‌است. در ابتدا قرار بود این هیئت در نوار غزه در یک مجتمع ویژه ساخته شده در نقطه عبور رفح در مقر مأموریت در شهر غزه باشد. با این حال، به دلیل امنیت، مقر این مرکز در حال حاضر در تل آویو مستقر است که قبلا در عسقلان قرار داشت. این مأموریت همچنین یک دفتر میدانی در شهر غزه دارد.
تعداد پرسنل به میزان قابل توجهی کاهش یافته‌است. با وجود تعلیق عملیات در رفح در ژوئن ۲۰۰۷، این هیئت ظرفیت خود را برای استقرار مجدد در رفح حفظ کرده‌است. این مأموریت تخصص خود را در مدیریت مرزی و عملیات گمرکی حفظ می‌کند و به‌طور منظم برای به اشتراک گذاشتن تخصص خود با سایر ذینفعان درگیر در موضوع مرز و گذرگاه تماس می‌گیرد. این مأموریت همچنین به‌طور منظم و در سطح عملیاتی با طرفین در ارتباط است.

## وظایف
وظایف این هیئت عبارتند از:
1. نظارت فعال، راستی‌آزمایی و ارزیابی عملکرد طرف فلسطینی با توجه به اجرای چارچوب، موافقت‌نامه‌های امنیتی و گمرکی منعقد شده بین طرفین در مورد بهره‌برداری از پایانه رفح؛
2. از طریق راهنمایی، به تقویت ظرفیت فلسطینی‌ها در تمام جنبه‌های مدیریت مرزی در رفح کمک کنید.
3. به برقراری ارتباط بین مقامات فلسطینی، اسرائیلی و مصری در همه جنبه‌ها در رابطه با مدیریت گذرگاه رفح کمک کنید.

اتحادیه اروپا حفظ قوانین توافق مرزی بین طرفین و نقش شخص ثالث اتحادیه اروپا را مهم می‌داند و آماده است تا در صورت شرایط سیاسی و امنیتی اجازه دهد تا این هیئت به گذرگاه اعزام شود. رفح در ۲۸ مه ۲۰۱۱ توسط مصر گشوده شد و از آن زمان خارج از محدوده توافق‌نامه فعالیت می‌کند.

## تاریخ
تا سال ۲۰۰۷، ناظران اتحادیه اروپا بام رفح از گذرگاه مرزی کرم ابوسالم برای رسیدن به گذرگاه مرزی رفح استفاده می‌کردند. این هیئت اداره یک دفتر ارتباطی در کرم ابوسالم را بر عهده داشت که در زمان واقعی اطلاعات ویدئویی و اطلاعاتی از فعالیت‌ها در گذرگاه رفح دریافت می‌کرد. فید زنده نیز توسط ناظران اسرائیلی دریافت می‌شد. دفتر ارتباط به‌طور منظم برای بررسی اجرای اصول توافق شده برای گذرگاه رفح، برای حل و فصل هر گونه اختلاف مربوط به موافقت نامه، و انجام سایر وظایف مشخص شده در آن، تشکیل جلسه می‌داد. دفتر رابط توسط افسران رابط هیئت اتحادیه اروپا، تشکیلات خودگردان فلسطین و دولت اسرائیل اداره می‌شد.
در ۱۳ ژوئن ۲۰۰۷، پس از تسلط حماس در نوار غزه، رئیس این هیئت اروپایی تعلیق موقت عملیات در گذرگاه رفح را اعلام کرد.
در اکتبر ۲۰۱۴، پروژه آمادگی خود را با هدف افزایش قابلیت‌های تشکیلات خودگردان برای استقرار مجدد سریع در رفح و پتانسیل آن برای بهره‌برداری آینده از رفح راه اندازی کرد.
در ۱ ژوئیه ۲۰۱۵، ناتالینا سیا توسط کمیته سیاسی و امنیتی اتحادیه اروپا به عنوان رئیس هیئت اتحادیه اروپا در رفح منصوب شد. از سال ۲۰۱۵، مأموریت با سرنشین محدود بود. شورای اتحادیه اروپا برای فعال کردن مجدد مأموریت اتحادیه اروپا دررفح در زمانی که شرایط سیاسی و امنیتی اجازه دهد ابراز آمادگی کرده‌است. از سال ۲۰۱۵، هیچ‌یک از طرف‌های توافق ۲۰۰۵ (تشکیلات خودگردان فلسطین و اسرائیل) رسماً از اتحادیه اروپا درخواست نکرده‌اند که اتحادیه اروپا مأموریت خود در رفح را مجدداً فعال کرده و مجدداً مستقر کند.